# Grzegorz Królikiewicz
Grzegorz Lech Królikiewicz (ur. 5 czerwca 1939 w Aleksandrowie Kujawskim, zm. 21 września 2017 w Łodzi) – polski reżyser i scenarzysta filmowy, pedagog, profesor sztuk filmowych.

## Życiorys
Syn Stanisława i Zdzisławy. Absolwent III Liceum Ogólnokształcącego im. Juliusza Słowackiego w Piotrkowie Trybunalskim. W 1962 ukończył studia na Wydziale Prawa Uniwersytetu Łódzkiego. W 1967 został absolwentem Wydziału Reżyserii Państwowej Wyższej Szkoły Filmowej, Telewizyjnej i Teatralnej w Łodzi, trzy lata później otrzymał dyplom tej uczelni. Był reżyserem i scenarzystą licznych filmów dokumentalnych, spektakli i widowisk telewizyjnych, a także kilku filmów fabularnych.
Jego debiutem reżyserskim był film dokumentalny Mężczyźni z 1969, poświęcony szkoleniom poborowych. Z przyczyn politycznych dokument ten nie był emitowany w okresie PRL. W 1989 reżyser za ten film na Koszalińskim Festiwalu Debiutów Filmowych „Młodzi i Film” otrzymał wyróżnienie za debiut reżyserski w filmie krótkometrażowym.
Od 1976 do 1978 kierował telewizyjną Redakcją Faktu. Od 1981 do 1983 był kierownikiem artystycznym działającego w tym okresie Zespołu Filmowego Aneks. W latach 2003–2005 pełnił funkcję dyrektora artystycznego Teatru Nowego w Łodzi. W 1981 zaczął działalność pedagogiczną na PWSFTviT, dochodząc do stanowiska profesora zwyczajnego na Wydziale Reżyserii Filmowej i Telewizyjnej. W 1993 otrzymał tytuł profesora sztuk filmowych. Był członkiem Polskiej Akademii Filmowej.
Zmarł 21 września 2017, a 2 października został pochowany w części ewangelicko-augsburskiej Starego Cmentarza w Łodzi.

## Odznaczenia i wyróżnienia
- 1973 – Nagroda krytyków filmowych FIPRESCI na Międzynarodowym Festiwalu Filmowym w Mannheim za film Na wylot[9]
- 1975 – Nagroda Dziennikarzy na Festiwalu Polskich Filmów Fabularnych w Gdańsku za film Wieczne pretensje
- 1977 – Nagroda Główna na Festiwalu Polskich Filmów Fabularnych w Gdańsku za film Tańczący jastrząb
- 1977 – Nagroda Specjalna na Festiwalu Polskiej Twórczości Telewizyjnej w Olsztynie za reżyserię filmu Trzeci maja
- 1983 – Nagroda na MFF w Panamie za reżyserię filmu Klejnot wolnego sumienia
- 1985 – wyróżnienie na Koszalińskim Festiwalu Debiutów Filmowych „Młodzi i Film” za film Zabicie ciotki
- 1989 – wyróżnienie za debiut reżyserski w filmie krótkometrażowym na Koszalińskim Festiwalu Debiutów Filmowych „Młodzi i Film” za film Mężczyźni
- 1989 – Brązowy Lajkonik na Ogólnopolskim Festiwalu Filmów Krótkometrażowych w Krakowie za film Idź
- 1993 – Złote Lwy na Festiwalu Polskich Filmów Fabularnych w Gdyni za film Przypadek Pekosińskiego
- 1994 – Nagroda Specjalna na Międzynarodowym Festiwalu Filmowym w Karlowych Warach za film Przypadek Pekosińskiego
- 1994 – Srebrne Grono Lubuskiego Lata Filmowego za film Przypadek Pekosińskiego
- 2011 – Krzyż Kawalerski Orderu Odrodzenia Polski[10].
- 2013 – Złoty Medal „Zasłużony Kulturze Gloria Artis”[11]
- 2016 – Nagroda im. Krzysztofa Krauzego za film Sąsiady[12]
- 2016 – Medal „Pro Patria”[13]

Ponadto wyróżniony m.in. „Złotym Ekranem” i nagrodą honorową na festiwalu „Prowincjonalia”.  W 2013 otrzymał za całokształt twórczości nagrodę „Platynowy Opornik” na V Festiwalu Filmów Dokumentalnych „Niepokorni Niezłomni Wyklęci” w Gdyni.

## Filmografia
- Na wylot (1972, scenariusz i reżyseria)
- Wieczne pretensje (1974, scenariusz i reżyseria)
- Tańczący jastrząb (1977, scenariusz i reżyseria)
- Klejnot wolnego sumienia (1981, scenariusz i reżyseria)
- Fort 13 (1984, scenariusz i reżyseria)
- Zabicie ciotki (1984, scenariusz i reżyseria)
- Przypadek Pekosińskiego (1993, reżyseria)
- Drzewa (1995, scenariusz i reżyseria)
- Sąsiady (2014, scenariusz i reżyseria)